# Alfred Abendroth
Karl Andreas Alfred Abendroth, seit 1927 von Abendroth-Obentraut, (* 5. Juli 1865 in Berlin; † 12. Juni 1938 ebenda) war ein deutscher Geodät.

## Leben
Er war der Sohn des Weißgerbermeisters Friedrich August Georg Abendroth und legte 1891 sein Staatsexamen in Geodäsie und Kulturtechnik ab. Anschließend war er im Eisenbahnbau in Schlesien, bei der Stadterweiterung in Berlin-Schöneberg und in Hannover tätig. 1907 wurde er in den Großen Generalstab beordert. Von 1917 bis 1925 war er im Reichsministerium des Innern tätig. Danach war er bei der Ostlandsiedlung und der obersten Bauleitung der Reichsautobahnen beschäftigt.
Seit 1927 nannte er sich von Abendroth-Obentraut und legte 1931 die 36-seitige Publikation über die eigene Familiengeschichte Das Geschlecht von Abendroth-Obentraut vor, in dem er seine Wurzeln auf das Adelsgeschlecht Obentraut aus der Kurpfalz zurückführt. Zur Begründung führte er an, dass "es meine Pflicht [ist], den Namen des alten, bis in die jüngste Generation arisch rein gehaltenen urgermanischen Adelsgeschlechts in der alten Form zu erhalten und den Nachfahren zu überliefern." (ebd., S. 35).

## Werke (Auswahl)
- Die Freimaurerei - ein Hilligenlei!, Leipzig 1906.
- Die Ausgleichungspraxis in der Landesvermessung: Eine Zusammenstellung d. wichtigsten Ausgleichsaufgaben bei Landestriangulierungen unter besond. Berücks. der Schreiberschen Verfahren, Berlin: Parey, 1916.
- Die Aufstellung und Durchführung von amtlichen Bebauungsplänen: Leitfaden für kommunale Verwaltungsbeamte u. Gemeindetechniker, Berlin: Heymann, 1920.
- Die Praxis des Vermessungsingenieurs: Geodatisches Hand- und Nachschlagebuch fur Vermessungs-, Kultur- und Bauingenieure, Topographen, Kartographen und Forschungsreisende. Band 1: Einleitung, Landesvermessung, Kataster, Band 2: Landwirtschaft, Siedlungs- und Forstwesen, die Vermessungen im Ingenieurbauwesen, im Städtebau, im Bergbau ("Markscheiderei"), Verschiedenes, die Organisation des Vermessungswesens, Berlin 1923.
- Werdandi und Freimaurerei, Berlin 1926.